# Lasiocercis transversefasciata
Lasiocercis transversefasciata är en skalbaggsart som beskrevs av Stefan von Breuning 1965. Lasiocercis transversefasciata ingår i släktet Lasiocercis och familjen långhorningar.
Artens utbredningsområde är Madagaskar. Inga underarter finns listade i Catalogue of Life.